# Arturo (film 1981)
Arturo (Arthur) è un film del 1981 diretto da Steve Gordon.
La trama, ambientata a New York, racconta la storia del milionario spaccacuori Arthur Bach, che prima di andare verso un matrimonio combinato con l'altrettanto ricca Susan Johnson, si innamora della povera cameriera Linda Marolla.
Arturo incassò all'incirca 82 milioni di dollari al botteghino statunitense, piazzandosi alla quarta posizione degli incassi più alti per quell'anno. Degno di nota è anche il brano Best That You Can Do, cantato da Christopher Cross, che figura anche tra gli autori del pezzo.

## Trama
Arthur Bach è un viziato ragazzo della New York City bene, alla costante ricerca di donne che non siano più che un'avventura. Ma tutto sembra cambiare quando gli viene proposto di sposare la ricca Susan Johnson, dal cui matrimonio, in cambio, potrebbe beneficiare dell'eredità di famiglia di 750 milioni di dollari. Lui non prova alcun sentimento per Susan, che secondo la famiglia Bach sarebbe la ragazza ideale, capace di renderlo responsabile, ma accetta comunque, malvolentieri, di maritarla.
In questi giorni di frenesia, Arthur fa la conoscenza di Linda Marolla, una cameriera di bassa classe sociale proveniente dal Queens, della quale si innamorerà perdutamente. Ma si trova a un bivio: sposare Susan per denaro, mentendo ai sentimenti, o mettersi con Linda, deludendo le aspettative della propria famiglia.
Arthur non sa cosa fare, e durante una visita a sua nonna Martha, le parla di questo intreccio amoroso sperando in un consiglio che possa aiutarlo; ma la nonna altro non gli dice, se non che perderà l'eredità se non sposerà la prescelta Susan.
Entra quindi in scena Hobson, maggiordomo e secondo padre per Arthur, il quale gli consiglia di frequentare Linda, così da verificare realmente i sentimenti che prova e, in caso, annullare il matrimonio con Susan. Dopo che Hobson verrà ricoverato in ospedale, per poi morirci alcune settimane dopo, Arthur si dà all'alcool, vizio che mostra di avere nei precedenti trascorsi. Arriva il giorno del matrimonio, Arthur si dirige da Linda dichiarandole i suoi sentimenti e invitandola a un fidanzamento, ma prima di ciò deve liberarsi di Susan; si reca quindi da lei spiegandole la situazione, andando poi in chiesa e annullando il programmato evento.
Ma le conseguenze non si fanno troppo attendere, e Burt Johnson, padre di Susan, aggredisce Arthur, arrivando quasi a ucciderlo con un coltello, fermato poi dall'intervento di Martha.
Più tardi, Arthur e Linda discutono della loro vita futura, condotta molto probabilmente coi soldi del duro lavoro e del sudore della fronte, visto l'allontanamento finanziario della famiglia di Arthur dopo le vicende accadute. Martha fa un'ultima proposta al nipote, spiegandogli dell'importanza del denaro e dell'appoggio della famiglia, nonché delle difficoltà portate dalla vita che sceglierà di condurre, quella della classe operaia, non più agiata.
I due parlano un'ultima volta in privato, e dopo aver rifiutato nuovamente l'invito della nonna, ne accetta comunque un piccolo pensiero in denaro, dirigendosi poi nell'auto dei Bach guidata dall'autista Bitterman, con Linda a Central Park.

## Distribuzione
Il film è uscito negli Stati Uniti il 17 luglio 1981 mentre in Italia il 4 febbraio 1982.

## Accoglienza
Arturo risulta alla decima posizione nella classifica "100 Funniest Movies" (let. "100 film più divertenti") del canale televisivo americano Bravo. 

### AFI's 100 Years
La pellicola compare in alcune liste dell'American Film Institute: la canzone colonna portante del film, Arthur's Theme (Best That You Can Do), cantata da Christopher Cross, è arrivata 79ª nella AFI's 100 Years... 100 Songs; la pellicola si è classificata 53ª nella AFI's 100 Years... 100 Laughs. 

## Sequel
Nel 1988 è stato realizzato un seguito di minore visibilità, Arturo 2: On the Rocks, con il ritorno di Dudley Moore e Liza Minnelli nel cast.
Il film si rivelò un fallimento in termini di incasso e vendite, venendo stroncato inoltre dalla critica cinematografica: la Minnelli si aggiudicò il Razzie Award alla peggior attrice protagonista alle premiazioni del 1988.

## Remake
L'8 aprile 2011 è uscito nelle sale cinematografiche statunitensi il remake del film, intitolato nuovamente Arturo. Prodotto dalla Warner Bros., il film è diretto da Jason Winer e interpretato da Russell Brand, Helen Mirren e Jennifer Garner.

## Riconoscimenti
- 1982 - Premio Oscar
  - Miglior attore non protagonista a John Gielgud
  - Miglior canzone (Best That You Can Do) a Burt Bacharach, Carole Bayer Sager, Christopher Cross e Peter Allen
  - Candidatura Miglior attore protagonista a Dudley Moore
  - Candidatura Migliore sceneggiatura originale a Steve Gordon
- 1982 - Golden Globe
  - Miglior film commedia o musicale
  - Miglior attore in un film commedia o musicale a Dudley Moore
  - Miglior attore non protagonista a John Gielgud
  - Miglior canzone (Best That You Can Do) a Burt Bacharach, Carole Bayer Sager, Christopher Cross e Peter Allen
  - Candidatura Miglior attrice in un film commedia o musicale a Liza Minnelli

- 1982 - Premio BAFTA
  - Candidatura Miglior attore non protagonista a John Gielgud
  - Candidatura Miglior colonna sonora a Burt Bacharach
- 1981 - Los Angeles Film Critics Association Award
  - Miglior attore non protagonista a John Gielgud
- 1981 - New York Film Critics Circle Award
  - Miglior attore non protagonista a John Gielgud